# Сігурд Валлен
Сігурд Ріхард Енгельбрект Валлен (швед. Sigurd Richard Engelbrekt Wallén; 1 вересня 1884 — 20 березня 1947) — шведський актор, кінорежисер і співак.

## Вибрана фільмографія
- 1928 — Спокуса Янссона